# Блудимко Іван Кузьмович
Іван Кузьмович (Косьмич) Блудимко (3 травня 1897, м. Глухів, Чернігівська губернія — 18 квітня 1967, Нью-Йорк)— український військовий і громадський діяч, повстанець, інженер-лісівник (4.06.1927). Останнє військове звання сотник Армії УНР, був нагороджений Хрестом Симона Петлюри.
Відповідно до українського законодавства є борцем за незалежність України у ХХ столітті.

## Біографічні відомості
Народився в сім'ї Косьми (Кузьми) Овсійовича Блудимка та Анастасії Грабарової. Закінчив Глухівську казенну чоловічу гімназію (29.04.1915) та Оренбурзьку військову школу. Навчався на правничому факультеті Харківського університету (1915— 02.1916; осінь 1918— 6.12.1918).
Прапорщик 51-го пішого Митавського полку російської армії (до 6.01.1918), старшина партизанського ім. Центральної Ради загону (весна 1918) та Запорозької дивізії (6.12.1918 — 1922), голова Берестейського відділу УЦК (1930-ті); звання— сотник піхоти Армії УНР.
У травні 1922 року служив у 2-й Запорозькій стрілецькій бригаді. Закінчив агрономічно-лісовий ф-т УГА в Подєбрадах (4.06.1927). Співзасновник ОбВУА. Нагороджений Хрестом Симона Петлюри.